# 柯內流·波蘭波宇
柯內流·波蘭波宇（羅馬尼亞語：Corneliu Porumboiu，1975年9月14日—)是羅馬尼亞電影導演。

## 生平
波蘭波宇於2006年完成第一部劇情長片《1208全民開講》，風格為黑色諷刺喜劇，於第59屆坎城影展導演雙週單元中首映，並獲得金攝影機獎；2009年，波蘭波宇完成《警察，形容詞》，於第62屆坎城影展一種注目單元中獲得評審團獎，並獲選為角逐奧斯卡最佳外語片的羅馬尼亞代表，但未獲提名。
2015年，他再度以《羅馬尼亞尋寶記》於第68屆坎城影展一種注目單元中首映，並獲得特別獎；2019年，他首度以第五部劇情長片《吹哨奇案》進入第72屆坎城影展正式競賽單元。

## 電影作品

### 劇情長片
- 2006年：《1208全民開講（英语：12:08 East of Bucharest）》(A fost sau n-a fost?)
- 2009年：《警察，形容詞（英语：Police, Adjective）》(Polițist, Adjectiv)
- 2013年：《布加勒斯特夜未眠（英语：When Evening Falls on Bucharest or Metabolism）》(Când se lasă seara peste Bucureşti sau Metabolism)
- 2015年：《羅馬尼亞尋寶記（英语：The Treasure (2015 film)）》(Comoara)
- 2019年：《吹哨奇案（英语：Gomera (film)）》(La Gomera)

### 紀錄片
- 2014年：《重賽的重讀（英语：The Second Game）》(Al doilea joc)

## 外部連結
- 柯內流·波蘭波宇在互联网电影资料库（IMDb）上的資料（英文）
- 柯內流·波蘭波宇在豆瓣上的资料（简体中文） （中文）